# Вольное (Волчанский район)
Вольное (укр. Вільне) — бывший посёлок на территории Новоолександровского сельскийого совета Волчанского района Харьковской области, Украина.
Код КОАТУУ — 6321684803. Посёлок ликвидирован в 1997 году.

## Географическое положение
Посёлок Вольное находился на правом берегу реки Хатомля, недалеко от её истоков, на реке сделано Приколотнянское водохранилище (~30 га), рядом расположено урочище Вольное, небольшой песчаный карьер, выше по течению примыкает к пгт Приколотное (Великобурлукский район), ниже по течению в 3-х км — село Новоалександровка, в 3-х км железнодорожная станция Платформа 79 км.

## История
- 1997 — посёлок снят с учета в связи с переселением жителей.[1]